# Sanglier de Java
Sus verrucosus
Espèce
Statut de conservation UICN

 EN : En danger
Le Sanglier de Java (Sus verrucosus) est une espèce de mammifères de la famille des Suidae.

## Répartition
Cette espèce est endémique d'Indonésie.

## Liste des sous-espèces
Selon GBIF (9 mai 2024) :
- Sus verrucosus blouchi Groves, 1981
- Sus verrucosus verrucosus Boie, 1832

## Classification
Le nom valide complet (avec auteur) de ce taxon est Sus verrucosus Boie, 1832.
Ce taxon porte en français le nom vernaculaire ou normalisé suivant : Sanglier de Java.
Sus verrucosus a pour synonyme :
- Sus verrucosus Müller, 1840